# مسام انتقال نفاذية الميتوكوندريا

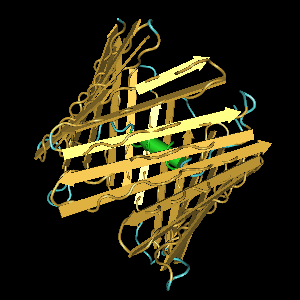
تُظهر الصورة كيف تتكون المسام من عدة بروتينات مرتبة بطريقة محددة لتشكيل قناة. هذه القناة تسمح بمرور جزيئات معينة عبر غشاء الميتوكوندريا.

مسام انتقال نفاذية الميتوكوندريا (إم بّي تي بّي) عبارة عن بروتينات تتكون في الغشاء الداخلي للميتوكوندريا في ظل حالات مرضية معينة مثل إصابة الدماغ الرضية والسكتة الدماغية. يسمح فتح هذه المسام بزيادة نفاذية أغشية الميتوكوندريا لجزيئات يبلغ وزنها الجزيئي أقل من 1500 دالتون (وحدة كتل ذرية). قد يؤدي تحريض مسام انتقال النفاذية، أي انتقال نفاذية غشاء الميتوكوندريا (إم بّي تي)، إلى تورم الميتوكوندريا وموت الخلايا بالاستماتة أو النخر اعتمادًا على شروط بيولوجية معينة.

## وظائفها في علم الأمراض
اكتُشفت إم بّي تي بّي في الأصل من قبل هاورث وهانتر عام 1979 وتبين أنها تلعب دورًا في التنكس العصبي والسمية الكبدية جراء العوامل المرتبطة بمتلازمة راي ونخر القلب والضمور العصبي والعضلي وغيرها من الأحداث الضائرة الأخرى التي تسبب تلف الخلايا وموتها. 
تعد إم بّي تي من الأسباب الرئيسية لموت الخلايا في مجموعة متنوعة من الحالات. مثلًا، تعتبر العامل الأساسي في موت الخلايا العصبية في التحفيز الزائد، إذ يؤدي فرط نشاط مستقبلات الغلوتامات إلى فرط دخول الكالسيوم إلى الخلية. يبدو أيضًا أن إم بّي تي تلعب دورًا رئيسيًا في الضرر الناجم عن نقص التروية، كما يحدث في النوبة القلبية والسكتة الدماغية. مع ذلك، أظهرت الأبحاث أن مسام إم بّي تي تبقى مغلقة أثناء نقص التروية، ولكنها تفتح بمجرد إعادة تروية الأنسجة بالدم بعد انتهاء هجمة نقص التروية، ما يؤدي إلى ضرر إعادة التروية.
يُعتقد أيضًا أن إم بّي تي تكمن وراء موت الخلايا الناجم عن متلازمة راي، لأن المواد الكيميائية التي يمكن أن تسبب المتلازمة، مثل الساليسيلات والفالبروات، تسبب إم بّي تي. قد تلعب إم بّي تي أيضًا دورًا في الالتهام الذاتي في الميتوكوندريا. بالإضافة إلى ذلك، تخضع الخلايا المعرضة لكميات سامة من حوامل أيونات الكالسيوم (Ca2+) لإم بّي تي والموت بالنخر. 

## عوامل تحريض إم بّي تي
تعزز عوامل مختلفة احتمالية فتح إم بّي تي بّي. في بعض عضيات الميتوكوندريا، مثل تلك الموجودة في الجهاز العصبي المركزي، قد تسبب المستويات العالية من أيونات الكالسيوم داخل الميتوكوندريا فتح مسام إم بّي تي بّي. قد يحدث ذلك بسبب ارتباط أيونات الكالسيوم بمواقع ارتباطه وتنشيطها على جانب المصفوفة من إم بّي تي بّي. يعود تحريض إم بّي تي بّي أيضًا إلى تبديد الفرق في الجهد عبر غشاء الميتوكوندريا الداخلي (المعروف باسم الجهد عبر الغشائي أو Δψ). في العصبونات والخلايا النجمية، يعد دور جهود الغشاء في تحريض إم بّي تي بّي معقدًا. قد يسبب وجود الجذور الكيميائية الحرة، وهو نتيجة أخرى لارتفاع تراكيز الكالسيوم داخل الخلايا، فتح مسام إم بّي تي بّي.
تشمل العوامل الأخرى التي تزيد من احتمالية حدوث إم بّي تي بّي وجود بعض الأحماض الدهنية، والفوسفات غير العضوي. مع ذلك، لا يمكن لهذه العوامل أن تفتح المسام بدون أيونات الكالسيوم، لكن التراكيز العالية الكافية من أيونات الكالسيوم قد تحفز إم بّي تي لوحدها.
قد يكون الإجهاد في الشبكة الإندوبلازمية عاملًا في تحفيز إم بّي تي.
تشمل الحالات التي تسبب إغلاق المسام أو بقائها مغلقة الأوساط الحمضية والتراكيز العالية من الأدينوسين ثنائي الفوسفات والتراكيز العالية من الأدينوسين ثلاثي الفوسفات والتراكيز العالية من ثنائي نوكليوتيد الأدنين وأميد النيكوتين. تعمل الكاتيونات ثنائية التكافؤ مثل المغنيسيوم (Mg2+) أيضًا على تثبيط إم بّي تي، لأنها قد تتنافس مع أيونات الكالسيوم على مواقع ارتباطه على جانب المصفوفة و/أو الجانب السيتوبلازمي من إم بّي تي بّي.